# ویدار وایکینگ
ویدار وایکینگ (به انگلیسی: Vidar Viking) یک کشتی است که طول آن 83.70 متر می‌باشد.